# شعث
شعث (تُلفظ شعت) هي بلدة لبنانية من بلدات قضاء بعلبك في محافظة بعلبك الهرمل. يعود تسميتها إلى اللغة اللآتينية وتعني الشموع

## الموقع
تقع بلدة شعث على سفح سلسلة جبال لبنان الشرقية، تبعد عن محافظة بعلبك حوالي 20 كيلومتر، وترتفع عن سطح البحر حوالي 1,000 متر، تقع على تلة مرتفعة حوالي 120 متر.
فيها آثار عديدة وجدت في عدة أماكن مثل منطقة القبع، وتل الزهيرية ومنطقة السويدية.
يحدها:
- من الشرق بلدة يونين
- ومن الشمال بلدة البزالية وحربتا
- ومن الغرب بلدة نبحا وقرحا
- ومن الجنوب بلدة نبحا الكنيسة وريحا

تمتاز بجوها الحار المعتدل صيفًا والبارد شتاءً، ومن أهم مياهها الجوفية:
- نبع العاصي الذي ينبع من غرب البلدة
- ونبع المقناني
- العيون
- ونبع رأس العين الذي يسقي البلدة

فيها الكثير من الأشجار المثمرة كالمشمش والدرّاق والكرز والجوز واللوز والعنب والتين والزيتون، كما يمتاز سهلها الواسع بزراعة الحبوب على أشكالها والبطاطا والشمندر السكري، وزراعة التبغ.

## سكّانها
يبلغ عدد سكانها حوالي24,000 نسمة[بحاجة لمصدر] وهم جميعاً يدينون بديانة الإسلام، يتوزعون بين البلدة والعاصمة بيروت حيث يعيش معظمهم، وكما هناك عدد منهم يعيش في بلاد الاغتراب خاصة في أوروبا وبلدان الخليج.

## اصل التسمية
اصل التسمية كلمة سريانية ومعناها SHEATHA، أو UTHA أو HASA ومعناها لعبة ومكان للرياضة والنزهة وما يضحك منه، أو SHUHTA ومعناها الصدأ والتفسخ والفساد. وعلى ما يبدو ان المقصود بالتفسخات هي الصخور المحيطة بها من ناحية القبع وهو من خراجها، والفساد لتربتها لعدم منفعتها، خصوصا وان المكان الاساسي لسكان البلدة قد كان في تلك الناحية حيث تظهر بشكل اغبر شبيها بالصدأ، وقد يكون اساس التسمية مشتق من كلمة سعد، بسبب طبيعتها الجغرافية الغنية وانتاجها الوافر وكثرة ينابيعها من الناحية المقابلة للقبع أي منطقة السهلات وهي أيضا من خراجها، ويمكن ان يكون اصل التسمية من شعث العربية تشعث تفرق مع تبسيط الثاء أو التاء، كما في في اللغة المحكية، وقد تدل على مفرق المياه في البقاع وقد يكون التفسير الاخير هو الاصوب[بحاجة لمصدر].

## أحياء البلدة
اما أحياء البلدة فهي: الظهر، السويدية، رسم الحدث، السويد، عبلة، الطريق العام، النبي يوسف، تل الحصن، المرج، وادي دوبا والعيون.

## الزراعة
تشكل الزراعة العمود الفقري لاقتصاد البلدة، فخراج بلدة شعث يمتد بين سلسلتي جبال لبنان الشرقية والغربية، إضافة إلى امتلاكها سهلا واسعا يتميز بخصوبته وتنوع تربته بين الاحمر والاسود والرمادي وكثرة هضابه وتلاله التي تشكل موقعا استراتيجيا مميزا. 
تشتهر شعث بزراعة الحبوب كالقمح والشعير والعدس والحمص والكرسنة. اما الاشجار المثمرة فهي الكرز، المشمش، الخوخ، اللوز، الإجاص والتين والعنب، إضافة إلى زراعات أخرى متنوعة لاتقل اهمية عن غيرها مثل البطاطا، الثوم، البصل، اللفت، الباذنجان، الخس، البقدونس، الفجل، السبانخ والبندورة والفريز، واضيف إلى زراعاتها اخيرا الدخان. 
ومن الاشجار غير المثمرة: الحور، السرو، الصنوبر، الصفصاف واللزاب التي تتواجد عادة امام كل بيت.

## المجلس البلدي
عرفت البلدة أول مجلس بلدي لها عام 1963، الذي كان يتألف من عشرة أعضاء، يتوزعون على عائلات البلدة. في حين عرفت الانتخابات عام 1998 مجلسا اخرا للبلدة، بلغ عدد اعضائه 15 عضوا وفي عام ٢٠٢٥ ارتفع عدد الأعضاء الى ١٨ عشر. 
يعمل المجلس البلدي الحالي على توسيع وانشاء الطرقات العامة، واقام بالتعاون مع وزارة الزراعة «مركز احراج وصيد شعث»، وبالتعاون مع وزارة البيئة محمية اشجار حرجية. وسيعمل جاهدا كما هو مقرر في الخطة السنوية للعام 2012 بايلاء الناحية التربوية التنمية المطلوبة.

## المقامات الدينية
تميزت بلدة شعث بوجود مقامات دينية عدة، فيها إضافة إلى وجود مساجد وحسينيات في احيائها وهي: مقام النبي اسماعيل وامه هاجر على الحدود الفاصلة بين خراج بلدتي ريحا وشعث، مقام «النبي يوسف» الواقع في حي النبي يوسف من الجهة الجنوبية للبلدة، مقام «النبي يوشع بن نون» الواقع من الجهة الشرقية للبلدة بالقرب من نبع اهلا، مسجد حي الجامع للطائفة الشيعية، مسجد حي الظهر للطائفة السنية، إضافة إلى عدد من المساجد والحسيينيات التي بنيت في السنوات الاخيرة.

## الآثار
من خلال البحث الميداني والمشاهدة العينية لخراج بلدة شعث وبيوتها، يمكن تسجيل بعض المشاهدات التي تؤكد على قدمها. فقد تم العثور على قطع اثرية متنوعة تعود إلى عصور عدة وحضارات كالفينيقية، الرومانية، العربية، كما تم الكشف عن الاقنية القديمة في ناحية السهلات من خراج بلدة شعث، والعثور على القساطل الفخارية المطمورة بعمق متر والممدودة من نبع رسم الحدث حتى تل الحصن. وقد ظهرت هذه القساطل اثر استصلاح الأراضي التي قام بها المشروع الاخضر عام 1968، إضافة إلى وجود قطع اثرية في منطقة تل العين. كما تم العثور على بقايا فخاريات كالجرار الكبيرة والكؤوس الزجاجية وعلى آثار برونزية فينيقية الصنع في منطقة تل دنحا وتل الحصن أيضا، مما يعني ان البلدة قديمة قدم الآثار الموجودة فيها.
واخيرا، تعد شعث من البلدات الأولى التي يقصدها هواة صيد الطيور بالمئات من مختلف المناطق اللبنانية، بداية فصلي الخريف والشتاء من كل سنة، حيث تمر الطيور المهاجرة على اختلاف انواعها في سهلها الواسع واوديتها. والبرك المائية فيها تستعمل للري والصيد، حيث يبنى على جانبها «اليقلوم» وهو عبارة عن غرفة صغيرة ترابية ارتفاعها لايتجاوز 150 سم بمستوى الأرض تستخدم للصيد الليلي كالبط البري كما فيها، «منتجع اكواخ السياحي» في منطقة العيون مخصص لهواة صيد الطيور.